# Drottning Hackas Grav

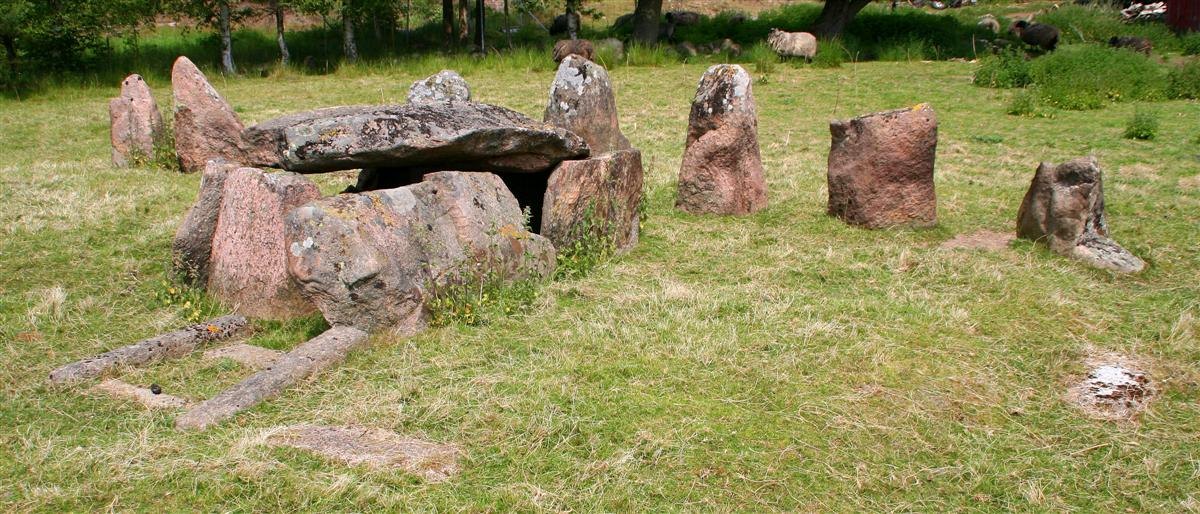
Drottning Hackas grav

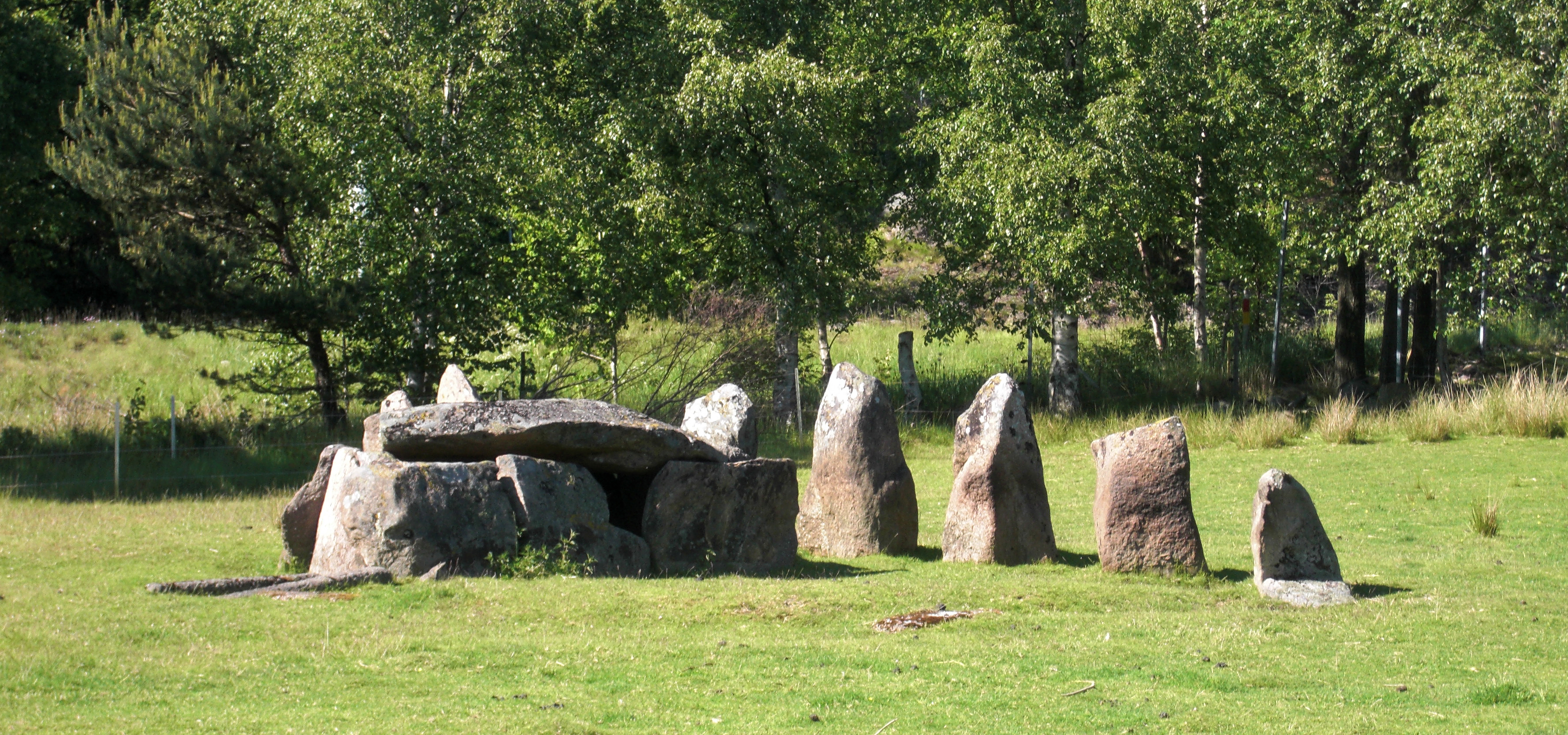
Drottning Hackas grav

Drottning Hackas Grav (auch Svensbydösen genannt) ist ein Dolmen im Langbett (schwedisch Langdös) an der Kreuzung von Svensbyvägen und Hisingsleden in Säve, in der Provinz Bohuslän in Schweden. 
Der Dolmen wurde 1978 entdeckt, als Archäologen einen Hügel abtrugen und eine Steinkiste untersuchen wollten. Der Typ gehört zu den ältesten Megalithanlagen Schwedens und in der Gemeinde Göteborg ist er die einzige Anlage seiner Art. Er entstand zwischen 3500 und 2800 v. Chr. als Megalithanlage der Trichterbecherkultur (TBK). Erhalten sind außer Teilen der durchwühlten Kammer sieben Steine, die die Reste eines Hünenbettes sind. Die Kammer hat einen einzigen Deckstein. Ein Polygonaldolmen ist sie aber nicht, da sie einen nahezu quadratischen Grundriss aufweist. 

## Bezeichnung
„Drottning Hacka“ (deutsch Königin Hacka) erscheint in mehreren Sagen aus Westschweden. Die Überlieferungen erzählen, dass die Königin den hungernden Menschen beibrachte, ihre Ländereien mit einer Hacke (schwedisch hacka) zu kultivieren. Hacka wird auch mit den Lesesteinhaufen (schwedisch hackerör) in Verbindung gebracht, die man überall im Lande findet. Hackas Grab wird an mehreren Plätzen verortet.